# Unreal Tournament 3
O Unreal Tournament 3 ou UT3 é um jogo do tipo Tiro em primeira pessoa (FPS) lançado em novembro de 2007, sucessor do Unreal Tournament 2004. 
Em março de 2008 (menos de 4 meses após o lançamento comercial) a empresa Midway, distribuidora do jogo, anunciou que foram vendidas mais de 1 milhão cópias mundialmente.
Em dezembro de 2022, a Epic Games anunciou que os servidores e todos os serviços online seriam desligados em 24 de janeiro de 2023, no entanto tem planos de voltar a oferecer os serviços online do UT3 no futuro.

## Modos de jogo
- Deathmatch
- Team deatchmatch
- Duel
- Capture the flag
- Vehicle capture the flag
- Warfare[5]

## Plataformas
- PC
- Playstation 3
- Xbox 360